# Enicospilus brevis
Enicospilus brevis là một loài tò vò trong họ Ichneumonidae.